# Theridion nigroannulatum
Theridion nigroannulatum là một loài nhện trong họ Theridiidae.
Loài này thuộc chi Theridion. Theridion nigroannulatum được Eugen von Keyserling miêu tả năm 1884.